# Sphenomerus
Sphenomerus là một chi bọ cánh cứng trong họ 
Elateridae.
Chi này được miêu tả khoa học năm 1859 bởi Candèze.

## Các loài
Các loài trong chi này gồm:
- Sphenomerus antennalis Candèze, 1859
- Sphenomerus bakeri (Fleutiaux, 1914)
- Sphenomerus bonnottei Fleutiaux, 1928
- Sphenomerus brunneus Candèze, 1865
- Sphenomerus duporti Fleutiaux, 1928
- Sphenomerus melanesiensis Van Zwaluwenburg, 1936